# Det ska va lätt
 Det ska va lätt är ett album från 2014 av Elisa's.

## Låtlista
1. Det ska va lätt
2. Tänk om vi aldrig
3. Kyss mig nu
4. Låt första tåren falla
5. Det är detta jag vill
6. California Blue
7. Lite kär
8. Vaken själv
9. Tre små ord
10. Crazy
11. Kärleken får ta en dag i sänder
12. Bilden av dig

## Listplaceringar
| Lista (2014) | Topplacering |
| ------------ | ------------ |
| Sverige      | 2            |

### Fotnoter
1. ↑  ”Det ska va lätt”. Ginza. 28 februari 2014. Arkiverad från originalet den 16 oktober 2014. https://web.archive.org/web/20141016065606/http://www.ginza.se/product/elisa-s/det-ska-va-latt-2014/30833/. Läst 10 oktober 2014.
2. ↑  Listplacering, läst 10 oktober 2014